# Tipula (Formotipula) omeicola
Tipula (Formotipula) omeicola is een tweevleugelige uit de familie langpootmuggen (Tipulidae). De soort komt voor in het Palearctisch en Oriëntaals gebied.